# Alfred Stieglitz

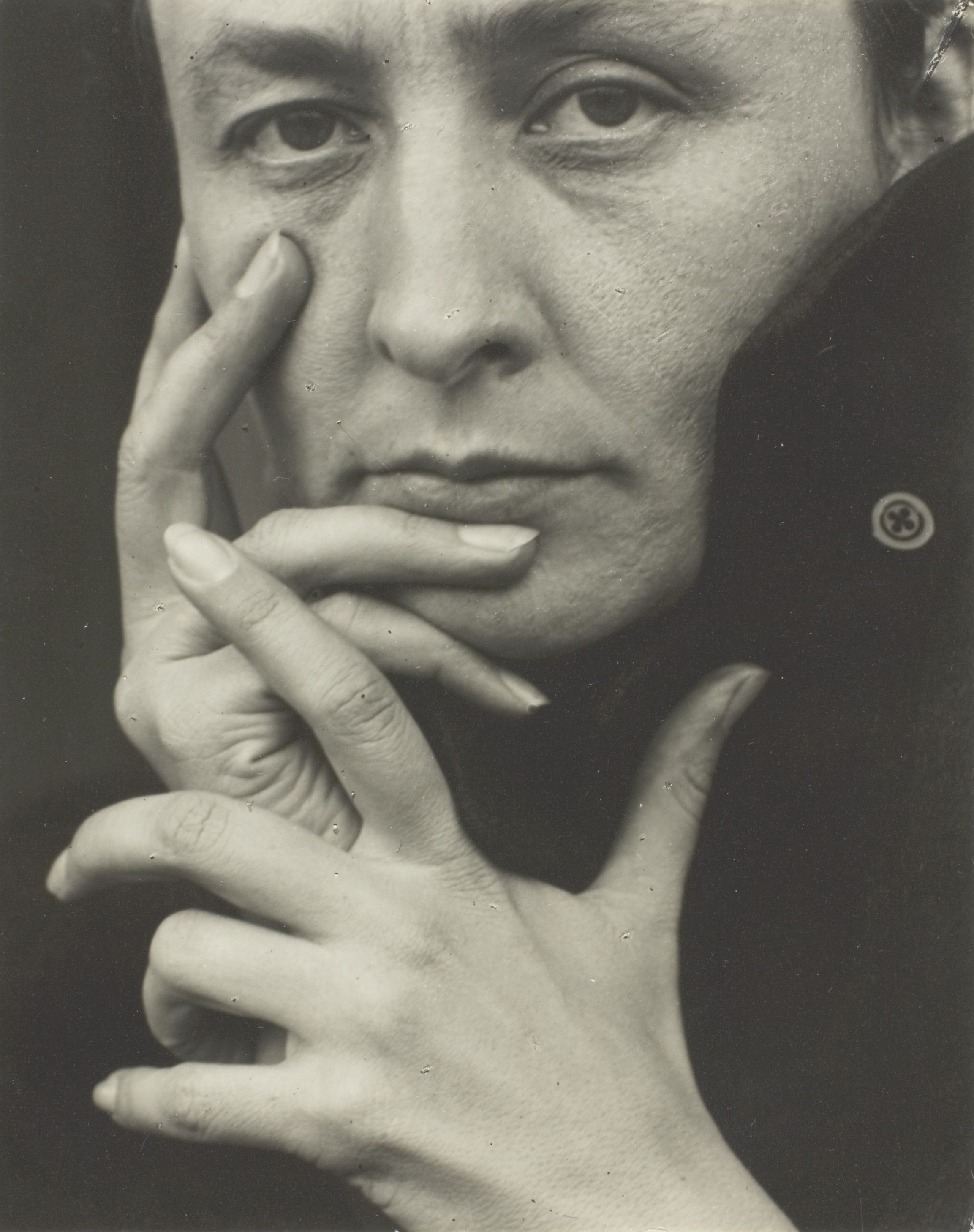
Georgia O'Keeffe (1918).

Alfred Stieglitz (Hoboken, Nova Jersey, 1 de gener de 1864 – Nova York, 13 de juliol de 1946) fotògraf nord-americà, d'origen jueu-alemany. Durant els seus cinquanta anys de carrera lluità per fer de la fotografia una forma d'art al nivell de la pintura i l'escultura. Per aconseguir aquest objectiu va començar explorant en el camp de la fotografia capacitats pròpies de la pintura (composició, textures) per després recórrer a elements pròpiament fotogràfics (profunditat de camp, efecte de tall fotogràfic). Va passar així del pictorialisme a l'anomenada fotografia directa. A Stieglitz també se'l coneix pel seu matrimoni amb la pintora Georgia O'Keeffe.

## Biografia
Stieglitz va néixer a Hoboken, Nova Jersey. Fou el major de sis germans i va créixer a la zona est de Manhattan. La seva família es va mudar a Alemanya el 1881. L'any següent, Stieglitz començà els estudis d'enginyeria mecànica a la Technische Hochschule de Berlín i aviat va canviar aquests estudis pels de fotografia. Realitzà una sèrie de viatges per Europa, durant els quals va fer nombroses fotografies: de camperols treballant a les costes dels Països Baixos o la naturalesa verge a l'entorn de la Selva Negra alemanya. Durant la dècada de 1880 aniria progressivament guanyant-se l'admiració i el respecte dels seus col·legues europeus, i obtingué també nombrosos premis.
Al llarg de la seva vida, Stieglitz se sentí atret per la companyia de dones joves. El 1893, després del seu retorn a Nova York, es va casar amb Emmeline Obermeyer. Tingueren una filla, Kitty, el 1898. Els diners d'ambdues famílies els asseguraven una posició folgada, sense necessitar treballar per viure. De 1893 a 1896, Stieglitz fou editor de la revista American Amateur Photographer. La seva manera de treballar resultaria ser brusca, autocràtica, i alienant per a molts subscriptors. Després de veure's forçat a renunciar, Stieglitz es va interessar pel New York Camera Club i posteriorment reconvertiria el seu butlletí en una publicació seriosa i metòdica coneguda com a Camera Notes.
Els grans clubs fotogràfics que llavors estaven de moda als Estats Units no el satisfeien. Per això, el 1902 organitzà un grup al qual només es podia entrar per estricta invitació, i l'anomenà Photo-Secession amb l'objectiu de forçar el món de l'art a reconèixer la fotografia "com un mitjà distintiu d'expressió individual". Entre els seus membres es trobaven Edward Steichen, Gertrude Kasebier, Clarence H. White, i Alvin Langdon Coburn. Photo-Secession dugué a terme les seves pròpies exposicions i publicà Camera Work, una prestigiosa revista fotogràfica, entre 1902 i 1917.
De 1905 a 1917, Stieglitz dirigí les Little Galleries of the Photo-Secession al 291 de la Cinquena Avinguda (que van acabar per ser conegudes com la 291 pel número en el qual es trobaven). El 1910 Stieglitz fou convidat a realitzar una exposició a Buffalo, Nova York; a l'Albright Art Gallery que va aconseguir rècords de visitants. Insistia en el fet que les fotografies semblessin fotografies, de manera que el seu realisme permetés a la pintura una major abstracció. Aquest canvi cap a l'art abstracte confondria els subscriptors de Camera Work i al públic que acudia a les galeries.
Stieglitz es va divorciar de la seva dona Emmeline el 1918, poc després que aquesta el sorprengués fotografiant l'artista Geòrgia O'Keeffe, amb qui ell es mudaria més endavant. Es van casar el 1924 i a tots dos els somrigué l'èxit; a ell com a fotògraf (prendria centenars d'instantànies d'O'Keeffe al llarg de la seva vida), i a ella com a pintora. Tots dos van aconseguir gran notorietat per les seves exposicions a la sala 291. No obstant això, el seu matrimoni es desgastaria a causa de la precària salut de Stieglitz (sofria del cor) i a la seva hipocondria, que obligava la pintora a cuidar-lo de manera constant.
Durant la dècada de 1930, Stieglitz va prendre una sèrie de fotografies, inclosos alguns nus, de l'hereva Dorothy Norman, que d'aquesta manera passaria a ser una rival per O'Keeffe en l'afecte de Stieglitz. Tant aquestes fotos com aquelles en les quals apareix O'Keeffe es reconeixen amb freqüència com un dels primers exemples en els quals s'explora el potencial de fragments aïllats del cos humà mitjançant la fotografia. En aquests anys, Stieglitz també va presidir dues galeries no comercials de Nova York, The Intimate Gallery i An American Place.
El treball fotogràfic de Stieglitz acabaria el 1937 a causa de la seva malaltia. Durant els deu últims anys de la seva vida, estiuejava al Llac George de Nova York treballant en un cobert que havia convertit en una cambra fosca, i passava els hiverns amb O'Keeffe al Shelton de Manhattan, el primer hotel gratacel de la ciutat. Va morir el 1946 a l'edat de 82 anys, sent encara un ferm suport per a O'Keeffe, com ho fou sempre ella per a ell.

## Principals obres

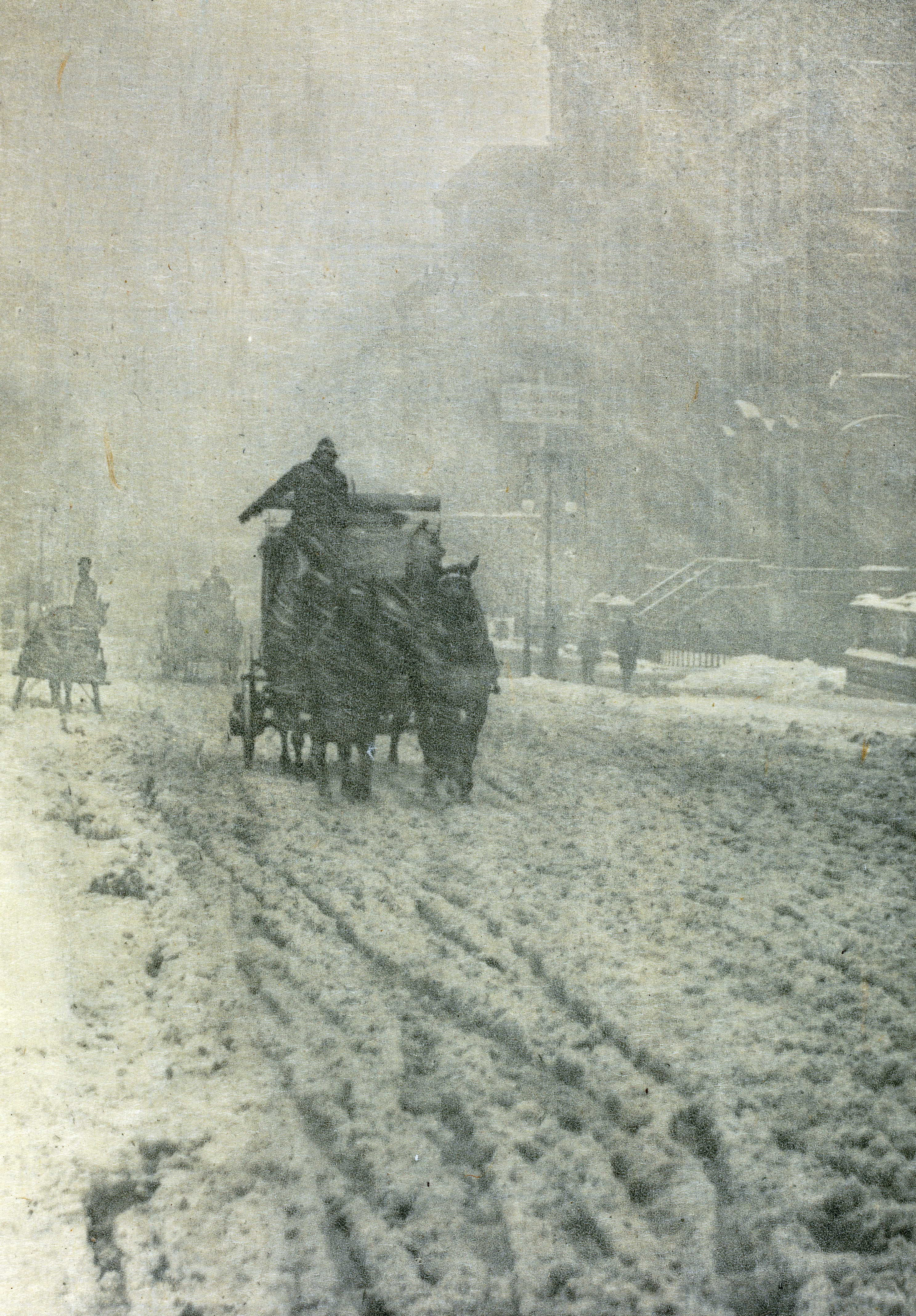
Hivern a la Cinquena Avinguda (1892).

- L'última broma—Bellagio (1887; reunió de nens en una fotografia elogiada per la seva espontaneïtat, que en aquest mateix any va guanyar el primer premi en The Amateur Photographer)
- Rajos de sol—Paula, Berlín (1889; Una dona jove escriu una carta mentre la llum del sol es filtra a través de la persiana)
- Xàfecs de primavera (1900-1901)
- La mà de l'home (1902); un tren entrant en l'estació de càrrega de Long Island)
- The Steerage ("L'entrepont", presa el 1907 però inèdita fins al 1911; aquesta famosa fotografia mostra gent treballadora amuntegant-se a les dues cobertes d'un transatlàntic de vapor)
- El carro de fenc (1922)
- Equivalents (1931; fotografies de núvols sense cap mena de referent, preses com a simples motius o jocs de llums i ombres)

Stieglitz és també autor de la fotografia de l'urinari de Marcel Duchamp, l'obra enviada al Saló dels Independents el 1917, i que es publicà a la revista dadà The Blind Man.